# Pier Piccio
Pier Ruggero Piccio (Olaszország, Róma, 1880. szeptember 27. – Róma, 1965. július 31.) híres olasz származású vadászpilóta volt. Első világháborús katonai szolgálata során 24 igazolt légi győzelmet szerzett, ezzel pedig a harmadik legeredményesebb olasz ászpilótává vált. Piccio túlélte bajtársai java részét, 1965-ben hunyt el 84 éves korában.

## Élete

### Fiatalkora
1880-ban született Rómában Giacomo Piccio és Caterina Locatelli gyermekeként.
1898-ban jelentkezett a Modenai Katonai Akadémiára amelyre fel is vették. 1900-ban diplomázott le. majd a 43. gyalogezredhez került.

### Katonai szolgálata
1903-tól Belga-Kongóban teljesített szolgálatot.
1911-től részt vett az olasz-török háborúban, ahol kitüntetést is szerzett.
1916-tól 1918-ig az első világháborúban szolgált mint katonai pilóta. A háború során 24 légi győzelmet aratott.
1923-ban csatlakozott Benito Mussolini fasiszta mozgalmához és a vezér egyik legbefolyásosabb embere lett.
1932-ben befejezte a katonai szolgálatát, de a fasiszta pártban továbbra is tevékenykedett. 

### Légi győzelmei
| Sorszám | Dátum                | Egység | Ellenfél              |
| ------- | -------------------- | ------ | --------------------- |
| 1       | 1916. október 18.    | 77ª    | Légi ballon           |
| 2       | 1917. május 20.      | 91ª    | Albatros D.III?       |
| 3       | 1917. május 28.      | 91ª    | Albatros D.III?       |
| 4       | 1917. június 1.      | 91ª    | Ismeretlen            |
| 5       | 1917. június 29.     | 91ª    | Felderítő             |
| 6       | 1917. július 28.     | 91ª    | Kétüléses vadászgép   |
| 7       | ?                    | 91ª    | Ismeretlen            |
| 8       | 1917. augusztus 2.   | 91ª    | Kétüléses vadászgép   |
| 9       | 1917. augusztus 2.   | 91ª    | Kétüléses vadászgép   |
| 10      | 1917. szeptember 7.  | 91ª    | Hansa-Brandenburg C.I |
| 11      | 1917. szeptember 14. | 91ª    | Hansa-Brandenburg C.I |
| 12      | 1917. szeptember 23. | 91ª    | Ismeretlen            |
| 13      | 1917. szeptember 29. | 91ª    | Ismeretlen            |
| 14      | 1917. október 2.     | 91ª    | Kétüléses vadászgép   |
| 15      | 1917. október 3.     | 91ª    | Kétüléses vadászgép   |
| 16      | 1917. október 25.    | 91ª    | Hansa-Brandenburg C.I |
| 17      | 1917. október 25.    | 91ª    | Aviatik               |
| 18      | 1918. május 26.      | 91ª    | Felderítő             |
| 19      | 1918. június 9.      | 91ª    | Kétüléses vadászgép   |
| 20      | 1918. július 19.     | 91ª    | Hansa-Brandenburg C.I |
| 21      | 1918. július 29.     | 91ª    | Albatros D.V          |
| 22      | 1918. augusztus 1.   | 91ª    | Felderítő             |
| 23      | 1918. augusztus 5.   | 91ª    | Ismeretlen            |
| 24      | 1918. augusztus 11.  | 91ª    | Felderítő             |

### További élete
A harmincas évek felé egyre inkább visszahúzódott a politikától.
1940-ben találkozott örökös vetélytársával és barátjával, Willy Coppens-szel.
Később Svájcban telepedett le, de később visszatért Olaszországba.
1965-ben hunyt el Rómában.

## Fordítás
- Ez a szócikk részben vagy egészben  a   Pier Ruggero Piccio című angol Wikipédia-szócikk fordításán alapul.  Az eredeti cikk szerkesztőit annak laptörténete sorolja fel. Ez a jelzés csupán a megfogalmazás eredetét és a szerzői jogokat jelzi, nem szolgál a cikkben szereplő információk forrásmegjelöléseként.